# Houston Rockets 2015-2016
La stagione 2015-16 degli Houston Rockets fu la 49ª nella NBA per la franchigia.
Gli Houston Rockets arrivarono quarti nella Southwest Division della Western Conference con un record di 41-41. Nei play-off persero al primo turno con i Golden State Warriors (4-1).

## Roster
| N° | Naz.                   | Ruolo | Sportivo           | Anno | Alt. | Peso \|\| |
| -- | ---------------------- | ----- | ------------------ | ---- | ---- | --------- |
| 0  | Stati Uniti (bandiera) | G     | Andrew Goudelock   | 1988 | 191  | 91        |
| 1  | Stati Uniti (bandiera) | A     | Trevor Ariza       | 1985 | 203  | 91        |
| 2  | Stati Uniti (bandiera) | G     | Patrick Beverley   | 1988 | 185  | 82        |
| 3  | Stati Uniti (bandiera) | G     | Ty Lawson          | 1987 | 180  | 88        |
| 5  | Stati Uniti (bandiera) | A     | Josh Smith         | 1985 | 206  | 102       |
| 6  | Stati Uniti (bandiera) | A     | Terrence Jones     | 1992 | 207  | 114       |
| 7  | Stati Uniti (bandiera) | A     | Sam Dekker         | 1994 | 206  | 104       |
| 8  | Stati Uniti (bandiera) | A     | Michael Beasley    | 1989 | 206  | 107       |
| 10 | Stati Uniti (bandiera) | G     | Marcus Thornton    | 1987 | 193  | 93        |
| 12 | Stati Uniti (bandiera) | C     | Dwight Howard      | 1985 | 211  | 109       |
| 13 | Stati Uniti (bandiera) | G     | James Harden       | 1989 | 196  | 100       |
| 15 | Svizzera (bandiera)    | C     | Clint Capela       | 1994 | 208  | 111       |
| 20 | Lituania (bandiera)    | A     | Donatas Motiejūnas | 1990 | 213  | 97        |
| 31 | Stati Uniti (bandiera) | G     | Jason Terry        | 1977 | 188  | 80        |
| 32 | Stati Uniti (bandiera) | A     | K.J. McDaniels     | 1993 | 198  | 91        |
| 33 | Stati Uniti (bandiera) | GA    | Corey Brewer       | 1986 | 206  | 84        |
| 35 | Stati Uniti (bandiera) | A     | Montrezl Harrell   | 1994 | 203  | 109       |
| 44 | Stati Uniti (bandiera) | AC    | Chuck Hayes        | 1983 | 198  | 109       |

## Staff tecnico
- Allenatori: Kevin McHale (4-7) (fino al 18 novembre)[1], J.B. Bickerstaff (37-34)
- Vice-allenatori: J.B. Bickerstaff (fino al 18 novembre), Greg Buckner, T.R. Dunn, Chris Finch, Brett Gunning
- Preparatori atletici: Keith Jones, Jason Biles, Javair Gillett